# Stazione meteorologica di Sanremo
La stazione meteorologica di Sanremo è la stazione meteorologica di riferimento relativa alla città di Sanremo.

## Coordinate geografiche
La stazione meteorologica si trova nell'Italia nord-occidentale, in Liguria, in provincia di Imperia, nel comune di Sanremo, a 15 metri s.l.m. e alle coordinate geografiche 43°49′N 7°47′E.

## Dati climatologici
| Sanremo            | Mesi | Mesi | Mesi | Mesi | Mesi | Mesi | Mesi | Mesi | Mesi | Mesi | Mesi | Mesi | Stagioni | Stagioni | Stagioni | Stagioni | Anno |
| Sanremo            | Gen  | Feb  | Mar  | Apr  | Mag  | Giu  | Lug  | Ago  | Set  | Ott  | Nov  | Dic  | Inv      | Pri      | Est      | Aut      | Anno |
| ------------------ | ---- | ---- | ---- | ---- | ---- | ---- | ---- | ---- | ---- | ---- | ---- | ---- | -------- | -------- | -------- | -------- | ---- |
| T. max. media (°C) | 12,7 | 12,9 | 14,8 | 17,2 | 20,8 | 24,2 | 27,2 | 27,2 | 24,4 | 20,6 | 16,0 | 13,7 | 13,1     | 17,6     | 26,2     | 20,3     | 19,3 |
| T. min. media (°C) | 7,1  | 7,2  | 8,8  | 11,0 | 14,5 | 17,6 | 20,5 | 20,6 | 18,1 | 14,4 | 10,3 | 8,2  | 7,5      | 11,4     | 19,6     | 14,3     | 13,2 |

## Dati climatologici 1951-2000
In base alla media cinquantennale (1951-2000) la temperatura media del mese più freddo, gennaio, si attesta a +10,1 °C; quella del mese più caldo, luglio, è di +23,9 °C; si contano, mediamente 0,8 giorni di gelo all'anno.